# Кубок РСФСР по хоккею с шайбой 1952
Второй розыгрыш Кубка РСФСР по хоккею с шайбой снова прошёл в одно время с чемпионатом. Планировалось участие 32 команд (из них по крайней мере 21 играла в чемпионате РСФСР), играли «на вылет» по одному матчу на поле одного из соперников, за исключением полуфиналов и финала – эти матчи прошли в Электростали. Пять участников (представители Ярославской, Тамбовской, Тульской областей, Красноярска и БашАССР) не явились на игры.
Полуфиналисты получали право принять участие в розыгрыше Кубка СССР. Так как к его началу не был сыгран один из четвертьфиналов, а основной состав одного из полуфиналистов – свердловского «Динамо», уже был среди участников от чемпионата СССР, во всесоюзном турнире сыграли обе команды несыгранного четвертьфинала.
«Химик», через месяц после выигрыша кубка, также победил и в чемпионате РСФСР, сделав первый в истории «дубль».

## Список участников
| Известные участники |
| --- |
| - «Дзержинец» Нижний Тагил - «Дзержинец-2» Челябинск - «Динамо» Воронеж - «Динамо» Горький - «Динамо» Калинин - «Динамо» Новосибирск - «Динамо» Омск - «Динамо» Свердловск - «Динамо» МО - «Металлург» Серов - «Спартак» Иваново - «Спартак» Иркутск - «Спартак» Казань - «Спартак» Куйбышев - «Спартак» Пенза - «Торпедо» Горький - «Трактор» Куйбышев - «Химик» Электросталь - ДО Новосибирск - ДО Свердловск - МВО Калинин - СК им. Сталина Молотов - ? Курск - ? Саратов |

## 1/16 финала
| 11.01.1952 | «Металлург» Серов       | «Дзержинец» Нижний Тагил | 1:9 |
| 13.01.1952 | ? Курск                 | «Динамо» Воронеж         | п:в |
| 13.01.1952 | «Спартак» Пенза         | «Спартак» Куйбышев       | 2:3 |
| 13.01.1952 | СК им. Сталина Молотов  | «Динамо» Свердловск      | 2:4 |
| 14.01.1952 | «Динамо» Калинин        | «Спартак» Иваново        | 4:7 |
| ??.01.1952 | «Спартак» Казань        | «Торпедо» Горький        | -:+ |
| 22.01.1952 | «Динамо» Омск           | «Динамо» Новосибирск     | 2:7 |
| ??.01.1952 | «Динамо» МО             | «Динамо» Горький         | 5:4 |
| ??.01.1952 | «Химик» Электросталь    | ?                        | ?   |
| ??.01.1952 | ДО Новосибирск          | ?                        | ?   |
| ??.01.1952 | МВО Калинин             | ?                        | ?   |
| ??.01.1952 | «Спартак» Иркутск       | ?                        | ?   |
| ??.01.1952 | «Дзержинец-2» Челябинск | ?                        | ?   |
| ??.01.1952 | ? Саратов               | ?                        | ?   |
| ??.01.1952 | ДО Свердловск           | ?                        | ?   |
| ??.01.1952 | «Трактор» Куйбышев      | ?                        | ?   |

## 1/8 финала
| 20.01.1952 | «Динамо» МО              | «Торпедо» Горький  | 2:9  |
| 20.01.1952 | ДО Новосибирск           | «Спартак» Иркутск  | 7:1  |
| ??.01.1952 | «Химик» Электросталь     | «Спартак» Иваново  | 6:1  |
| 22.01.1952 | «Дзержинец» Нижний Тагил | ДО Свердловск      | 4:3  |
| 24.01.1952 | «Динамо» Новосибирск     | «Трактор» Куйбышев | 13:1 |
| 02.02.1952 | «Динамо» Воронеж         | МВО Калинин        | 2:4  |
| ??.??.1952 | «Динамо» Свердловск      | ?                  | ?    |
| ??.??.1952 | «Спартак» Куйбышев       | ?                  | ?    |

## 1/4 финала
| 27.01.1952 | ДО Новосибирск           | «Динамо» Новосибирск | 6:3 |
| 27.01.1952 | «Дзержинец» Нижний Тагил | «Динамо» Свердловск  | п:в |
| ??.??.1952 | «Химик» Электросталь     | «Спартак» Куйбышев   | в:п |
| 10.02.1952 | МВО Калинин              | «Торпедо» Горький    | 4:3 |

## 1/2 финала
| ??.02.1952 | ДО Новосибирск       | «Динамо» Свердловск | 7:3 |
| ??.02.1952 | «Химик» Электросталь | МВО Калинин         | 6:3 |

## Финал
| 14.02.1952 | «Химик» Электросталь | 2:1 | ДО Новосибирск | Стадион ДК им. К.Маркса, Электросталь Зрителей: 5000 |

| Отчёт | Отчёт | Отчёт | Отчёт | Отчёт |
| ----- | ----- | ----- | ----- | ----- |
|       |       |       |       |       |
|       |       |       |       |       |
|       |       |       |       |       |
|       |       |       |       |       |
|       |       |       |       |       |
|       |       |       |       |       |
|       |       |       |       |       |
|       |       |       |       |       |
|       |       |       |       |       |